# وسائل إعلام مستقلة
يشير مفهوم وسائل الإعلام المستقلة إلى أي شكل من أشكال الوسائط، مثل المذياع أو التلفاز أو الصحف أو الإنترنت، البعيدة عن النفوذ الذي قد تفرضه مصالح الحكومة أو الشركات. ويشتمل هذا المصطلح على تطبيقات متنوعة. وغالبًا ما يستخدم هذا المصطلح كمرادف لمصطلح الإعلام البديل داخل الولايات المتحدة وغيرها من الدولة المتقدمة، وذلك للإشارة إلى الوسائط التي تختلف على وجه التحديد عن وسائل الإعلام السائدة. وفيما يتعلق بالتنمية الدولية، يستخدم مصطلح الإعلام المستقل في مجال تنمية وسائل الإعلام الجديدة، وخاصة في الأماكن التي تشهد القليل من التواجد الإعلامي القائم.

## الإعلام البديل
في الدول المتقدمة، يشير مصطلح الإعلام البديل إلى وسائل الإعلام التي تمثل بدائل للإعلام التجاري أو المملوك للحكومة. ويذكر مؤيدو الإعلام البديل أن وسائل الإعلام السائدة تتميز بـ الانحياز. وفي حين يمكننا وصف مصادر الإعلام البديل بالانحياز أيضًا (في بعض الأحيان تفخر لكونها كذلك)، يتجه التحيز لأن يصبح مختلفًا بدرجة كبيرة عن وسائل الإعلام السائدة، ومن ثَم «البديلة». وعلى هذا النحو، تتجه صحافة الرأي لأن تصبح أحد مكونات العديد من الوسائل البديلة. ونظرًا لأن مصطلح «بديل» يحمل في طياته دلالات على التهميش الذاتي، تفضل بعض وسائل الإعلام الآن استخدام مصطلح «مستقل» عن مصطلح «بديل».

## الإعلام المستقل في الدول المتقدمة
في العديد من الدول المتقدمة، تتمثل وسائل الإعلام المتوفرة، في محطات الإذاعة والتليفزيون والصحف المملوكة للحكومة. حتى لو لم تكن الدولة تسيطر على تلك الوسائل بشكل علني، فقد تكون لتلك الوسائل علاقات قوية مع الحكومة أو تفرض الحكومة نفوذها عليها. وفي هذه الحالات، غالبًا ما يصعب التمييز بين الوسائل المستقلة بالفعل عن تلك الوسائل التي تؤثر عليها الحكومة. فعلى سبيل المثال، قد تتناول إحدى الصحف قضايا الاقتصاد والصحة وغيرها من القضايا بالجودة والتغطية غير المتحيزة، ولكنها في نفس الوقت تظل تتجنب الإساءة للحكومة. ويزيد من تفاقم هذه المشكلة على وجه التحديد قضايا الرقابة الذاتية والرقابة الناعمة وغيرها من تأثيرات الحكومة الخفية.

### الرقابة الذاتية
الرقابة الذاتية عبارة عن عمل من أعمال الرقابة أعمال الشخص الخاصة أو وضعها في إطار معلومات سرية خوفًا على مشاعر الآخرين أو احترامًا لها دون وجود سلطة معينة تمارس الضغط بشكل مباشر على أحدهم للقيام بذلك. وغالبًا ما يمارس الرقابة الذاتية منتجو الأفلام ومخرجو الأفلام والناشرون ومذيعو الأخبار والصحفيون والموسيقيون والكتاب العموميون الآخرون. وفي الدول المتسلطة، قد يلجأ مبتكرو الأعمال الفنية إلى التخلص من المواد التي قد تكون من وجهة نظر حكوماتهم مثيرة للجدل خوفًا من اتجاه الحكومة إلى فرض عقوبات عليهم. وفي الدول التعددية الرأسمالية قد تمارس الرقابة الذاتية أيضًا، ولكن بشكل خاص لتتوافق مع توقعات السوق. فعلى سبيل المثال، قد يتجنب رئيس تحرير إحدى المجلات الدورية بقصد أو دون قصد نشر الموضوعات التي قد تتسبب في إثارة غضب المعلنين أو الشركة الأم التي يتناولها المنشور للحفاظ على مصدر رزقهم.

### الرقابة الناعمة
تشير الرقابة الناعمة أو المباشرة إلى ممارسة التأثير على التغطية الإخبارية من خلال تطبيق الضغط المالي على الشركات الإعلامية، الأمر الذي يعتبر أساسيًا بالنسبة لحكومة ما أو لدعم سياساتها أو من خلال مكافأة الصحفيين العاملين بوسائل الإعلام والصحفيين الفرديين الذين تربطهم علاقة ودية مع الحكومة. ويمكن عدم ملاحظة تلك المشكلة بشكل كبير، ومع ذلك قد يكون لها تأثير كبير على عملية الإخبار لوسائل الإعلام، التي يمكن اعتبارها مستقلة بطريقة أخرى.

## تطوير وسائل الإعلام المستقلة
تشترك العديد من المنظمات في الجهود المبذولة للمساعدة في تطوير الإعلام الحر والمستقل في الدول من جميع أنحاء العالم. ويمكن أن تتخذ هذه الجهود أشكالًا عديدة، بدءًا من تمويل عملية إنشاء وسيلة إعلام جديدة بالكامل لمساعدة وسيلة الإعلام الحالية في تحسين قدرتها المهنية. ومن الجهود الشائعة التي تهدف إلى تطوير وسائل الإعلام المستقلة: تدريب وتعليم الصحفيين؛ وتحسين البيئة القانونية للإعلام؛ وبذل الجهود لدعم استدامة الوسائل الموجودة؛ والتدريب على الوعي الإعلامي؛ والتدريب على الإعلام الرقمي ودمجه؛ وتطوير البنية التحتية؛ فضلًا عن رصد وتقييم الجهود.

### تطوير وسائل الإعلام في مقابل وسائل الإعلام الداعمة للتنمية
تميز بعض المنظمات التنموية والخبراء بين مصطلحي تطوير وسائل الإعلام ووسائل الإعلام الداعمة للتنمية. فيشير مصطلح «تطوير وسائل الإعلام» إلى الجهود المبذولة نحو تحسين الإعلام بطريقة مباشرة في المجتمع من خلال الوسائل المذكورة أعلاه. أما مصطلح «وسائل الإعلام الداعمة للتنمية»، فيشير إلى مزيد من الجهود غير المباشرة المبذولة في استخدام وسائل الإعلام الحالية لنقل الرسائل الخاصة بقضايا التنمية المحددة. وتضم مثل هذه الجهود العديد من المشاريع الخاصة بمجال تكنولوجيا الاتصالات والمعلومات للتنمية (ICT4D). وفي إطار ذلك، تم تطبيق مفهوم الإعلام الداعم للتنمية على الأهداف التنموية الأخرى، والتي من بينها التعليم والرعاية الصحية والأعمال والإغاثة في حالات الكوارث والفساد وتمكين الأقلية وإشراك المجتمع المحلي.

### مؤسسات تطوير الإعلام
في حين يعتبر تطوير قطاع الإعلام نشاطًا شائعًا بالنسبة للعديد من المؤسسات التنموية، هناك عدد قليل من تلك المؤسسات التي تشارك في تطوير الإعلام المباشر كغايتها الأساسية. وفي الولايات المتحدة، يتمثل منفذو التنمية الإعلامية الثلاثة في شبكة انترنيوز والمركز الدولي للصحفيين (ICFJ) ومجلس الأبحاث والتبادل الدولي (IREX). هذا بالإضافة إلى منظمات مثل المركز الخاص بمساعدة الإعلام الدولي ومراسلون بلا حدود والمادة 19 وغيرها من جهات رصد جهود تنمية الإعلام ودعم حرية الصحافة حول العالم.